# Rob Zwartjes
Rob Zwartjes (* 4. Oktober 1932 in Amsterdam; † 13. Dezember 2021) war ein niederländischer Kampfsportler. Er war graduiert mit dem 9. Dan Wadō-Ryū im DKV, 6. Dan Ryukyu Kobujutsu, 2. Dan Judo und war Inhaber der A-Prüferlizenz (für Dan-Prüfungen) im DKV.

## Kurzbiographie
Rob Zwartjes begann im Alter von 14 Jahren Judo und Ju-Jutsu zu trainieren, später kam er zum Karate, wo er einer der ersten Schüler unter Kono Teruo war. Er gilt als Begründer des Wadō-Ryū in den Niederlanden. Des Weiteren trainierte er Karate unter Hironori Otsuka, Hakoishi Katsumi und Arakawa Toru sowie Kobujutsu unter Gansho Inoue bzw. dessen Sohn Kisho Inoue, Präsident des Ryukyu Kobujutsu Hozon Shinkokai. Von 1971 bis 1981 war Rob Zwartjes Karate-Nationaltrainer der Niederlande. Seinen größten Erfolg hatte er als Trainer der Niederländischen Nationalmannschaft 1977 in Tokyo. Im Einzel (noch ohne Gewichtsklasse) und in der Mannschaftswertung gewann er mit seinem Team zwei Goldmedaillen. Er war fünf Jahre in der Technischen Kommission der WKF.
Hauptberuflich war Rob Zwartjes Gymnasiallehrer für Mathematik. Er schloss nach seiner Pensionierung ein Studium der Philosophie erfolgreich ab. Wenn er nicht aufgrund verschiedener Karatelehrgänge unterwegs war, lebte er in seinem Haus in Südfrankreich.